# Przykrzyca
Przykrzyca (754 m) – szczyt na zachodnim końcu Pasma Łysiny w Beskidzie Andrychowskiem (część Beskidu Małego). Jego zachodnie i północne stoki stromo opadają ku dolinie Kocierzanki, wschodnie do doliny potoku będącego dopływem Łękawki. W południowo-wschodnim kierunku grzbiet Przykrzycy poprzez przełęcz 730 m przechodzi w szczyt Gugów Groń (759 m).
Południowy grzbiet Przykrzycy, wznoszący się między miejscowościami Okrajnik i Kocierz Moszczanicki, to tzw. Krowi Dział. Nie prowadzi przez niego znakowany szlak turystyczny, jest jednak polna droga, która prowadzi całym grzbietem i łączy się u góry ze szlakiem turystycznym. Dzięki temu, że stoki Krowiego Działu są bezleśne, roztacza się z nich panorama widokowa na południe. Najbardziej rozległe widoki są spod lasu na grzbiecie Przykrzycy. W lesie powyżej jest zarastająca już polana Łopaci Łaz, a na niej domek letniskowy i dawny kamienny szałas – budowla pasterska charakterystyczna dla Beskidu Małego.
Nazwa szczytu jest pochodzenia ludowego. Przykrzyca w większości znajduje się w granicach wsi Okrajnik, ale część zachodnich i północnych stoków należy do wsi Kocierz Moszczanicki w województwie śląskim, w powiecie żywieckim, w gminie Łękawica.